# 李承信
李 承信（り すんしん、2001年1月13日 - ）は、ジャパンラグビーリーグワンコベルコ神戸スティーラーズに所属する在日韓国人 のラグビー選手。兵庫県出身。日本代表。

## プロフィール
- ポジションはスタンドオフ(SO)、センター(CTB)、フルバック(FB)。
- 身長 176 cm、体重 88 kg
- 父は神戸朝鮮高級学校と朝鮮大学校ラグビー部出身。
- 長兄は法政大学ラグビー部出身[3]。2歳上の次兄、承爀も帝京大学ラグビー部出身のラグビー選手[4]。
- ジュニア・ジャパンの主将を務めたことがある[5]。
- 日本代表キャップは13。（2024年7月13日現在）

## 略歴
4歳からラグビーを始めた。朝鮮学校の小学生時代はサッカー部に所属しつつも、週に1回はラグビースクールに通った。
小学6年生のとき母（享年44歳）を亡くす。一か月後、急性糸球体腎炎を患い回復に7か月近く要した。
中学時代は兵庫県の選抜チームを主将として率い、全国優勝。
大阪朝鮮高校二年生で高校日本代表に選ばれ、三年生のとき主将として花園に出場した。
2019年、大阪朝鮮高校卒業後、帝京大学に入る。
2020年、帝京大学を中退して ニュージーランド留学を選択するも、コロナ禍で渡航できなかった。しかし、神戸製鋼コベルコスティーラーズ（現・コベルコ神戸製鋼スティーラーズ）への加入を果たした。
2021年2月20日にジャパンラグビートップリーグ第1節NECグリーンロケッツ戦に途中出場で公式戦初出場を果たす。
2022年6月25日に行われたリポビタンDチャレンジカップ2022ウルグアイ戦にて途中出場で日本代表初キャップを獲得した。これは朝鮮高級学校出身者として初めて15人制日本代表キャップを獲得した事例だった。同年7月、コベルコ神戸スティーラーズの副将に就任。
2023年8月、ラグビーワールドカップ2023の日本代表に選出された。